# Aurélio Batista Félix
Aurélio Batista Félix (Santos, 24 de Abril de 1958 - Passo Fundo, 5 de março de 2008) foi o idealizador e organizador da Fórmula Truck, a categoria automobilística brasileira de caminhões em sua versão atual.

## Carreira

### Projeto Formula Truck
O caminhoneiro santista Aurélio Batista Félix e o jornalista português Francisco Santos. Em 6 de setembro de 1987 fizeram a primeira corrida no circuito do Autódromo Internacional de Cascavel, no Paraná. A prova de exibição juntou 35 pilotos e foi batizada de "I Copa Brasil de Caminhões", e serviria como teste para averiguar a segurança do inédito tipo de corrida.
No percurso de criação houve um  acidente fatal no Autódromo Internacional de Cascavel, Jeferson Ribeiro da Fonseca, o que abalou o projeto e fez com que Francisco Santos se retirasse três anos depois.
Após alguns anos houve uma nova apresentação de volta da categoria para caminhoneiros e empresários do setor no autódromo de Interlagos, em São Paulo.
Aurélio conseguiu alavancar o projeto com provas experimentais em 1995 e por fim um campeonato de 1996.

### 1996 a 2008
De 1996 a 2008 esteve sempre a frente da competição praticamente em todas as provas, ele fazia o papel do piloto showman, com manobras arriscadas, giros de 360 graus, dentre outros, além de regulamentar a competição.
Aurelio foi muito forte nos bastidores conseguindo televisionar as provas da Truck, trazendo pilotos competitivos, autódromos para categoria, e crescer a marca Fórmula Truck.

## Falecimento
Aurélio se sentiu mal no final da prova de abertura da temporada em Guaporé, no domingo dia 2 de março de 2008, e foi transportado logo em seguida para o Hospital São Vicente em Passo Fundo, onde se submeteu a uma cirurgia de desobstrução de coronárias no mesmo dia. Atendido de imediato pelo médico oficial da Fórmula Truck, dr. Daniel de Moraes e cirurgiões locais, Aurélio já estava se sentindo bem nesta quarta-feira e até caminhando pelos corredores do hospital. Faleceu às 18:10h do dia 5 de Março de 2008,vítima de complicações do infarto sofrido.
Sua esposa, Neusa, assumiu a presidência da categoria,e seus filhos Gabrielle, Danielle e Juninho assumiram os shows com seus caminhões.